# Mastanesoso
Mastanesoso (em latim: Mastanesosus), também chamado Soso (Sosus) ou So (Sus), foi um rei amazigue da Mauritânia (nos dias atuais Marrocos e Argélia Ocidental) e filho de Boco I Ele governou de 80 a.C. a 49 a.C. 

## Provas
A pouca informação conhecida sobre o rei Mastanesoso provém de moedas com a inscrição "Boco II filho de Soso", além de uma referência de Cícero em seu livro In Vatinum, onde detalhou um itinerário de Públio Vatínio pelo Norte da África. Vatínio supostamente conheceu o rei Mastanesoso pessoalmente em 62 a.C.
Alguns historiadores, como Stéphane Gsell, confundiram Mastanesoso com Massinissa II da Numídia. As evidências arqueológicas e a referência de Cícero, entretanto, deixam poucas dúvidas de que um rei chamado Sosus governou a Mauritânia depois de Boco I e antes de Bogudes e Boco II.

## Reinado
O reinado de Mastanesoso foi provavelmente mais fraco do que o de seu pai, já que no início de seu governo, Tingi e sua região eram independentes e governados como tal por uma família principesca, ou seja, por Ieftas, então seu filho Áscalis. O general Sertório ajudou a destronar o príncipe Áscalis e, assim, restaurar o rei Mastanesoso como governante da região de Tânger. Foi durante essa campanha que o general Sertório relatou ter visitado a tumba de Anteu, provavelmente em Mzoura cromeleque.